# Liste des évêques de Qacha's Nek
Cette page présente la liste des évêques de Qacha's Nek au Lesotho.
Le diocèse de Qacha's Nek (en) (Dioecesis Qachasnekensis), est érigé le 3 janvier 1961, par détachement du diocèse de Maseru.

## Sont évêques
- 3 janvier 1961-17 juillet 1981 : Joseph Des Rosiers (Joseph Delphis Des Rosiers)
- 17 juillet 1981-† 17 juillet 2010 : Evaristus Bitsoane (Evaristus Thatho Bitsoane)
- 17 juillet 2010-19 juin 2013 : siège vacant
- depuis le 19 juin 2013 : Joseph Sephamola (Joseph Mopeli Sephamola)

## Sources
- Fiche du diocèse sur le site www.catholic-hierarchy.org